# Gairethinx
Le Gairethinx, Garathinx, Gairething ou Garathing désignait chez les Lombards l'assemblée des hommes libres capables de porter les armes (Arimanni (it)).

## Étymologie
Ce terme lombard est constitué des éléments germaniques gar(i) « lance », et thing « assemblée » et désigne l'« assemblée des lances ».

## Rôle
Le gairethinx aurait joué un rôle important dans l'élection des rois lombards et dans les décisions les plus importantes mais nous ignorons s'il s'agissait d'assemblées du peuple entier, des hommes armés ou seulement de chefs. L'approbation de grandes décisions, comme la promulgation à Pavie de l'Édit de Rothari en 643 (per gairethinx secundum ritus gentis nostrae confirmantes), se faisait par cette assemblée d'hommes en armes qui manifestaient leur accord en frappant de leur lance leur bouclier.